# Ostrava hlavní nádraží
Ostrava hlavní nádraží je železniční stanice s nádražní budovou v Ostravě-Přívoze na adresách Wattova 1047/21 a Nádražní 164/215 ležící na železniční trati Přerov–Bohumín, ze které v této stanici odbočuje trať do Valašského Meziříčí. Železniční stanice se nachází na území celkem pěti ostravských městských obvodů: Nová Ves, Mariánské Hory a Hulváky, Moravská Ostrava a Přívoz,, Slezská Ostrava a Vítkovice. Na území města se nacházejí též železniční stanice a zastávky Ostrava-Svinov, Ostrava střed, Ostrava-Stodolní, Ostrava-Vítkovice, Ostrava-Kunčice, Ostrava-Mariánské Hory, Ostrava-Třebovice, Ostrava-Bartovice, Ostrava-Kunčičky, Polanka nad Odrou aj. Staničnímu hlášení propůjčil hlas herec Václav Knop a hlášení do roku 2020 začínala znělkou „Už ty pilky dořezaly“.

## Tratě
Stanice je důležitým dopravním uzlem. Zastavují zde vlaky všech kategorií Českých drah a také soukromých dopravců RegioJet a LEO Express. Stanicí procházejí, nebo z ní vycházejí tratě:
- 321 Opava východ – Český Těšín
- 323 Ostrava – Valašské Meziříčí
- 271 Bohumín - Olomouc hlavní nádraží - Česká Třebová
- Báňská dráha

## Změny názvu nádraží
- 1. 5. 1847 – Ostrau
- 1881 – Ostrau Hauptbahn
- 1895 – Mährisch Ostrau
- 1900 – Mährisch Ostrau – Přívoz
- 1. 5. 1905 – Mährisch Ostrau – Oderfurt
- 1921 – Moravská Ostrava – Přívoz
- 22. 5. 1937 – Moravská Ostrava hl. n.
- 1940 – 1945 Mährisch Ostrau Hbf. – Moravská Ostrava hl. n.
- 1946 – Ostrava hl. n.[7]

## Nádraží v 19. století
První vlak přijel na nově postavené přívozské nádraží 1. května 1847. Nádraží, ležící na mezinárodní trati Krakov – Vídeň (Severní dráha císaře Ferdinanda), získávalo spolu s rozvíjejícím se průmyslem a těžbou uhlí na významu. V roce 1869 byla k nádraží napojena trať do Frýdlantu nad Ostravicí. S Moravskou Ostravou přívozské nádraží spojovala od srpna 1894 tramvajová trať.

## Nádražní budova

### 19. století
V letech 1892–1893 byly k prostorově nevyhovující budově přistavěny budovy nové, charakteristické svým červeným režným zdivem.

### 20. století

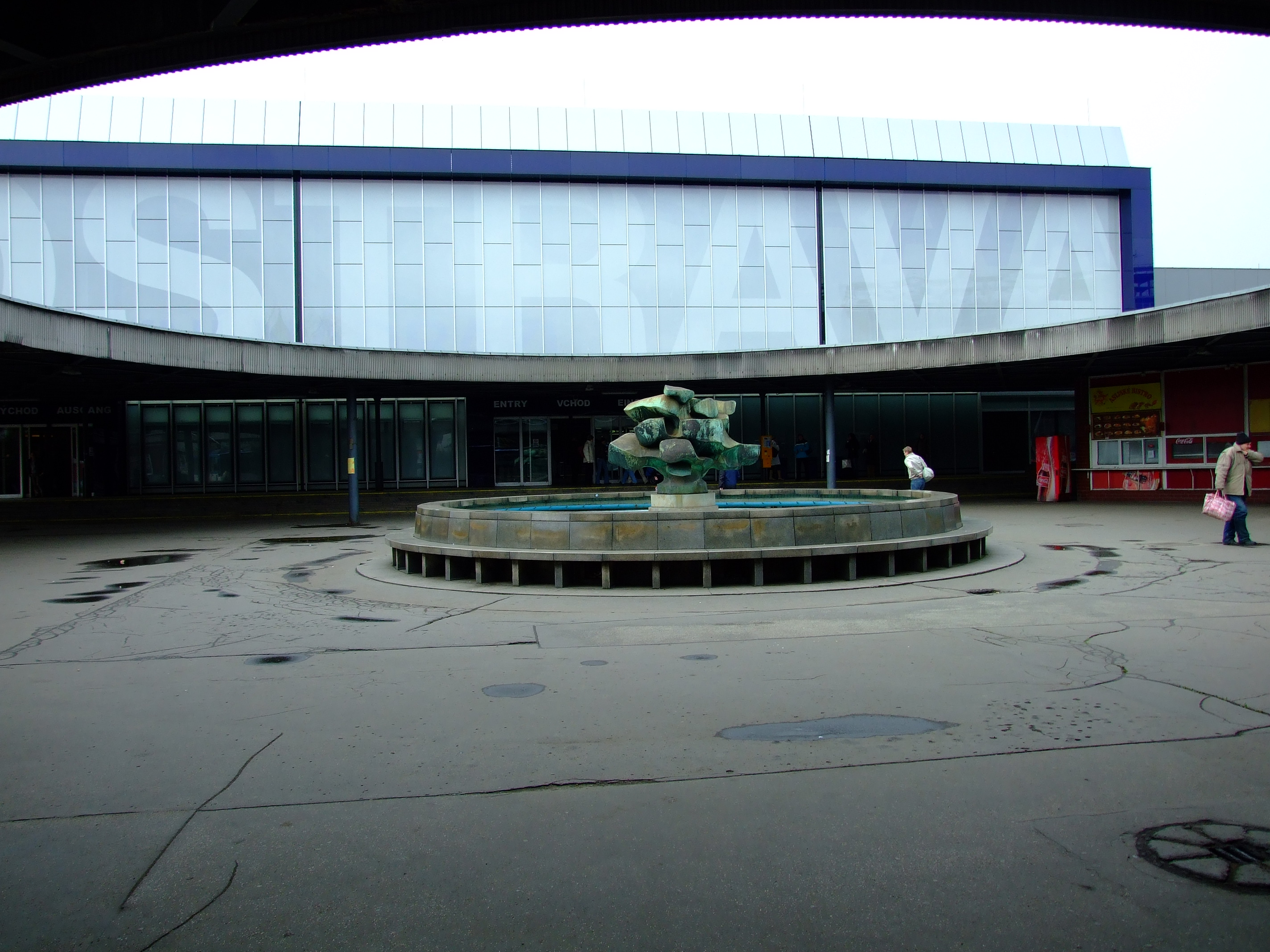
Současná podoba nádraží s plastikou od Sylvy Lacinové-Jílkové z roku 1973.

V polovině šedesátých let 20. století bylo rozhodnuto v rámci plošné přestavby původní historické části Ostravy (zvaná oblast Ostrava – sever) o vybudování nové odbavovací haly Hlavního nádraží. Nová hala se stala nejpůsobivější ukázkou bruselského stylu v Ostravě. Stavbu projektoval brněnský architekt Lubor Lacina (1920–1998), žák Bohuslava Fuchse a Jiřího Krohy, v roce 1967. Stavba byla dokončena o osm let později. Spolu se sochařkou Sylvií Lacinovou-Jílkovou vytvořili stavbu propracovanou do posledního detailu. Součástí návrhu bylo i stylové interiérové vybavení. Vrcholem stavby je však řešení přednádraží. Díky tvarově důvtipnému řešení zastřešení, prostoru ve tvaru zaoblené trojcípé hvězdy, se cestující dostávají z nádraží k jednotlivým třem dopravním prvkům – k parkovišti s taxíky, k tramvajím a k trolejbusům a autobusům.
Prostor je doplněn kašnou s plastikou přestavující kytici z tepané mědi od Sylvy Lacinové-Jilkové z roku 1973. Kruhový otvor v zastřešení nad kašnou vytváří důmyslné pohledy na hlavní prosklenou fasádu nádražní budovy, tvořenou rytmickými vertikálně členěnými pásy a doplněnou o vitráže malíře O. Vašici. Ty představovaly různá období z historie Ostravy. Stavba z přelomu šedesátých a sedmdesátých let je ukázkou kvalitní architektonické práce. Více než dvacet let provozu se však na stavbě podepsalo. Postupně mizely jednotlivé prvky originálního vybavení, přibývaly vnitřní úpravy, na zastřešení přednádraží bylo na konci 20. století odstraněno spodní krytí konstrukce a ta tak ztratila část své estetičnosti.

### 21. století
Poslední přestavba změnila povrchovou úpravu budovy. Původní červenohnědé páskové keramické obklady byly nahrazeny velkoformátovými fasádními deskami. Kolem prosklené fasády je nově šambrána z tmavěmodrých skleněných desek, která popírá tektoniku stavby. Místo vitráží je přední skleněná stěna doplněna nápisy „Ostrava“ a „Hlavní nádraží“.

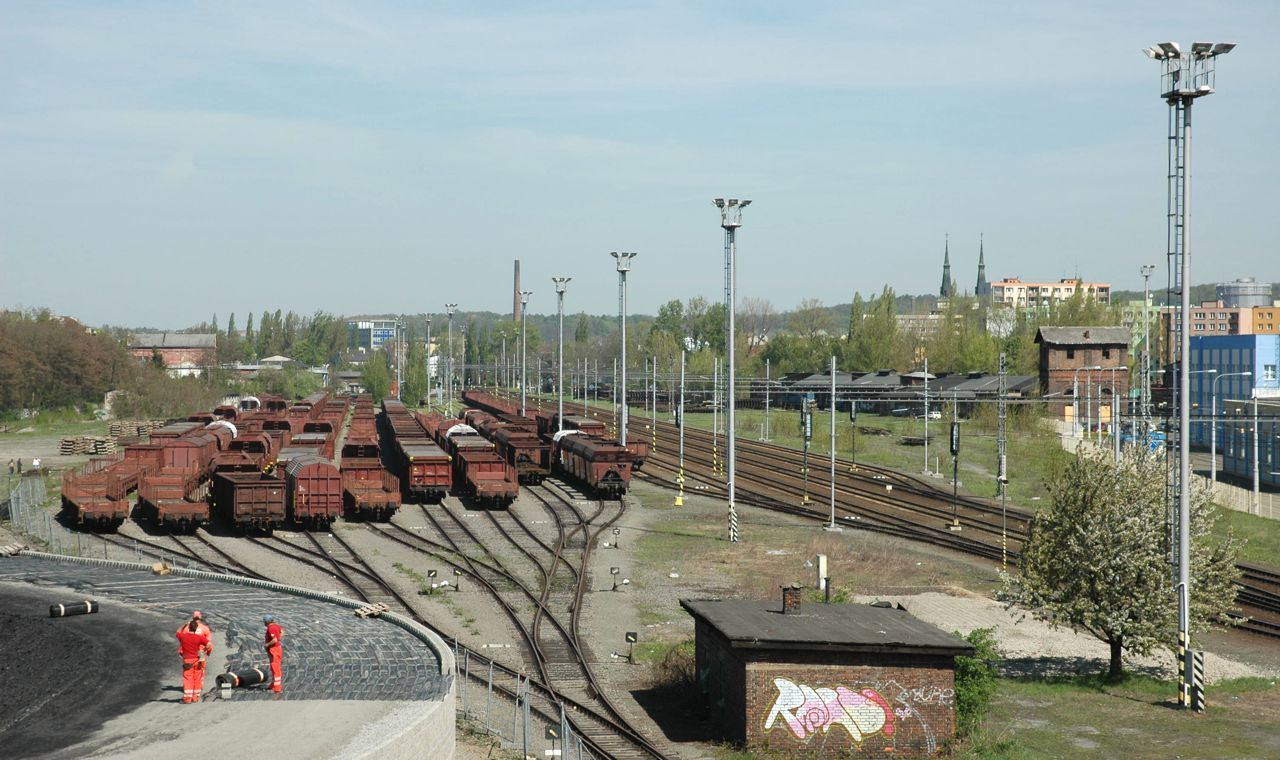
Báňské nádraží

## Členění nádraží
Součástí železniční stanice Ostrava hlavní nádraží jsou také jižní obvody Ostrava levé nádraží, Ostrava pravé nádraží, obvod ONV - (Ostrava - Nová Ves) sloužící výhradně nákladní dopravě, na severu pak obvod Ostrava Hrušov (směr m.k. Heřmanice) a obvod Báňské nádraží, vjezdové a odjezdové koleje, kam patří také tzv. Uhelné nádraží s nástupišti směr Frýdlant nad Ostravicí, zastávka Ostrava–Stodolní a nádraží Ostrava střed. Z Báňského nádraží, konkrétně v obvodu Ostrava střed, odbočuje z železniční stanice Ostrava hlavní nádraží Báňská dráha.